# لونلی پلانت

جلد کتاب سفرنامهٔ ایران، چاپ لونلی پلنت

لونلی پلانت (به انگلیسی: Lonely Planet) به معنای سیارهٔ تنها انتشاراتی مخصوص کتاب‌های راهنمای مسافرت است. این شرکت را می‌توان یکی از مطرح‌ترین‌های عرصه کتاب‌های راهنمای مسافرت دانست. کتاب‌های این مجموعه به‌خصوص بین مسافران کوله‌پشتی چی و سفرهای ارزان محبوب است. تا سال ۲۰۰۴ بیش از ۶۵۰ عنوان در ۱۱۸ کشور منتشر کرده‌است و سالی بیش از ۶ میلیون جلد کتاب می‌فروشد، یعنی حدود یک چهارم بازار کتاب‌های راهنمای مسافرت به زبان انگلیسی در جهان. دفتر اصلی لونلی پلانت در فوتسکری، حومه شهر ملبورن در استرالیا است.
تونی ویلر و همسرش مارین ویلر، بنیانگذاران لونلی پلانت هستند که کار را از خانه خود و چاپ دستی کتاب‌ها در مقیاس بسیار کوچک شروع کردند. اولین کتاب آن‌ها «طی آسیا به ارزانی» نام داشت که نتیجه سفر خود آن‌ها از بریتانیا تا استرالیا بود.